# Servel
Ne doit pas être confondu avec Cervelle.
Servel est une ancienne commune, devenue depuis 1961 quartier de Lannion dans le Trégor[Où ?]. Apportant avec elle un vaste territoire rural, le quartier donne aussi à la ville un accès à la mer par les célèbres plages de Beg Leguer, sur la rive droite des bouches du fleuve Léguer, avant la commune de Trébeurden.

## Histoire

### Le XXe siècle

#### Les guerres du XXe siècle
Le monument aux Morts porte les noms des 85 soldats morts pour la Patrie :
- 74 sont morts durant la Première Guerre mondiale.
- 11 sont morts durant la Seconde Guerre mondiale.

Un rapport de la brigade de gendarmerie de Lannion en date du 15 août 1944 raconte la découverte au camp d'aviation de Servel d'une fosse commune contenant six cadavres : ceux de François Le Jan (de Buhulien), François Le Faucheur et Louis Olivier (tous deux de Trébeurden), d'Yves Queffeulou, Yves Manache et Élie Auregan (tous trois de Servel), tous disparus à la suite d'une rafle le 9 juillet 1944.

#### La fusion avec Lannion
A la fin des années 1950, la ville de Lannion cherche à s'élargir pour accueillir le Centre national d'études des télécommunications. Servel est la première commune à s'engager dans la voie de la fusion, sous l'impulsion de son maire, Marcel Graviou. Le 9 novembre 1960, elle est actée à l'unanimité du conseil municipal. Dans les années 1970, Graviou dira regretter ce choix.

## Lieux et monuments
- Manoir de Kervégan, époque : 15e siècle. Patrimoine protégé MH & labellisé VMF «Patrimoine historique ». Propriété d'une personne privée

- Manoir de Kerprigent, inscrit partiellement (façades et toitures du logis et des communs ; les six cheminées du logis ; le pigeonnier) au titre des monuments historiques par arrêté du 31 décembre 1980[4].

- Chapelle Saint-Nicodème, époque : XVe siècle. Patrimoine protégé : façades et toitures (cad. C 569) : inscription par arrêté du 26 novembre 1964. Propriété privée. Elle fut jadis, la chapelle domestique du manoir de Kervégan

- Fontaine des Cinq-Plaies, époque : 18e siècle. Patrimoine protégé : fontaine des Cinq-Plaies : inscription par arrêté du 22 décembre 1927. Propriété de la commune

- Croix de carrefour, époque : 16e siècle. Patrimoine protégé : croix de carrefour du 16e siècle, en granit : inscription par arrêté du 24 septembre 1964. Propriété de la commune

- Cimetière clos. Patrimoine protégé : enceinte, inscription par arrêté du 22 décembre 1927. Propriété de la commune

- Église Saint-Pierre.

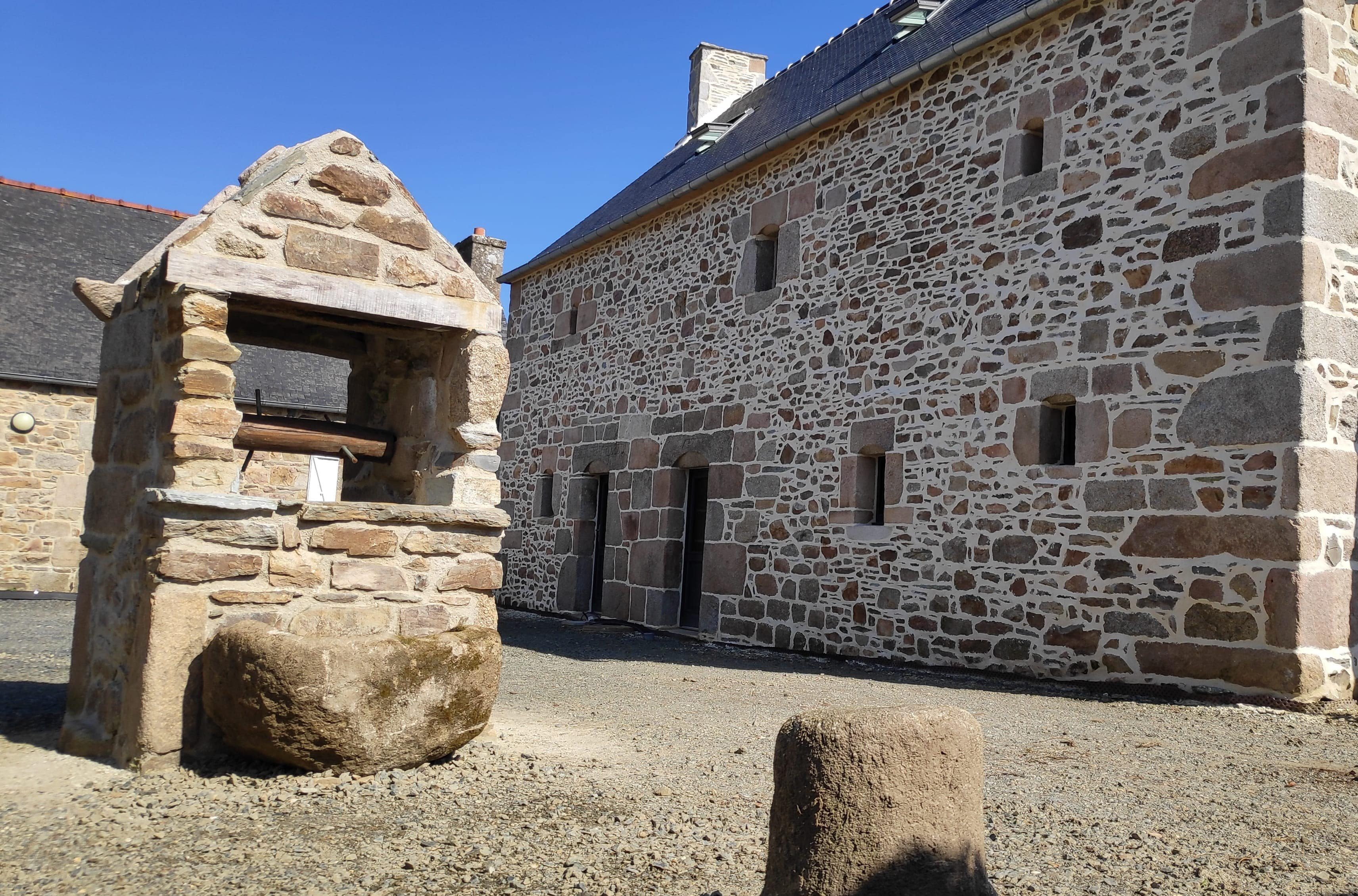
Manoir de Kervégan.
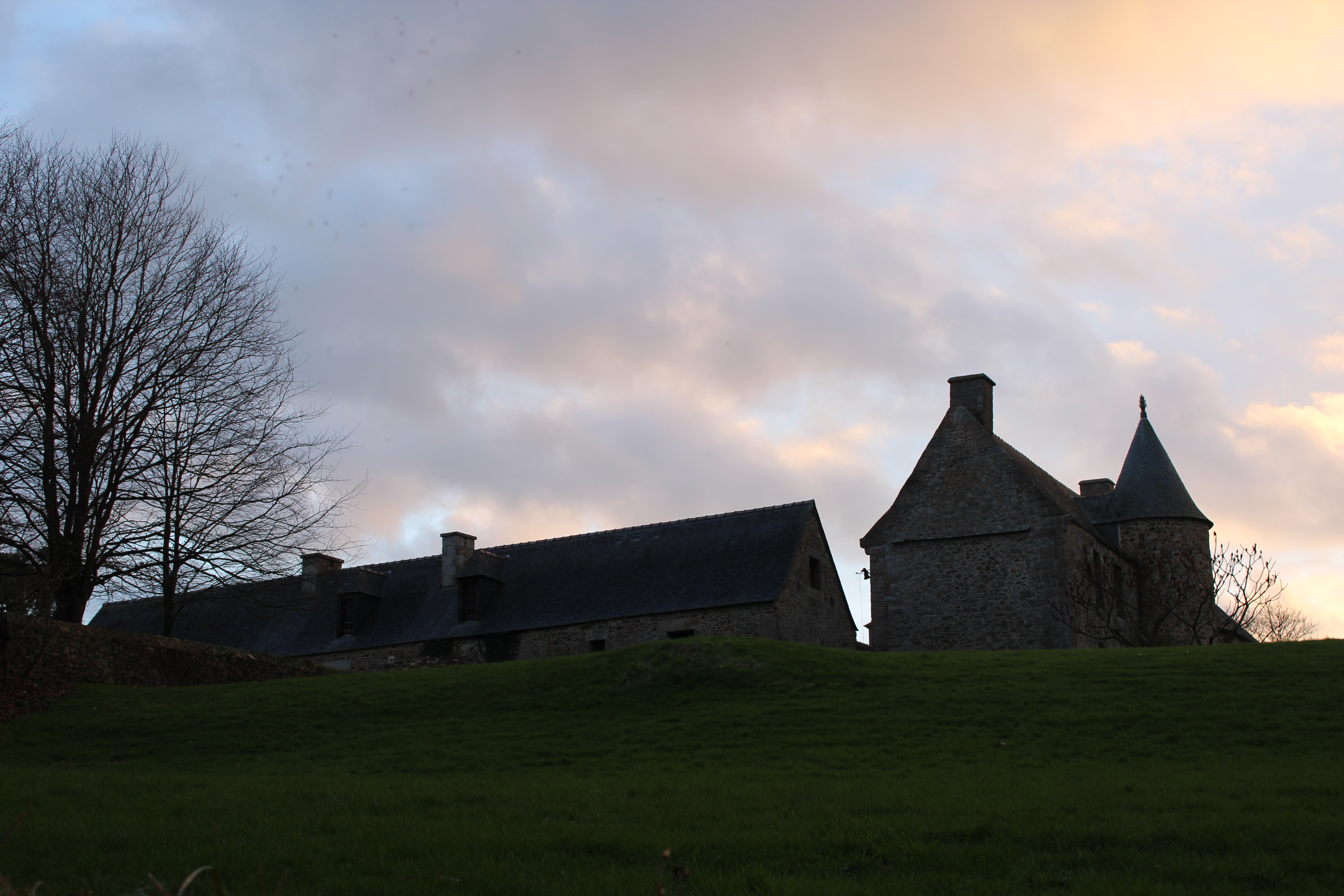
Manoir de Kerprigent.
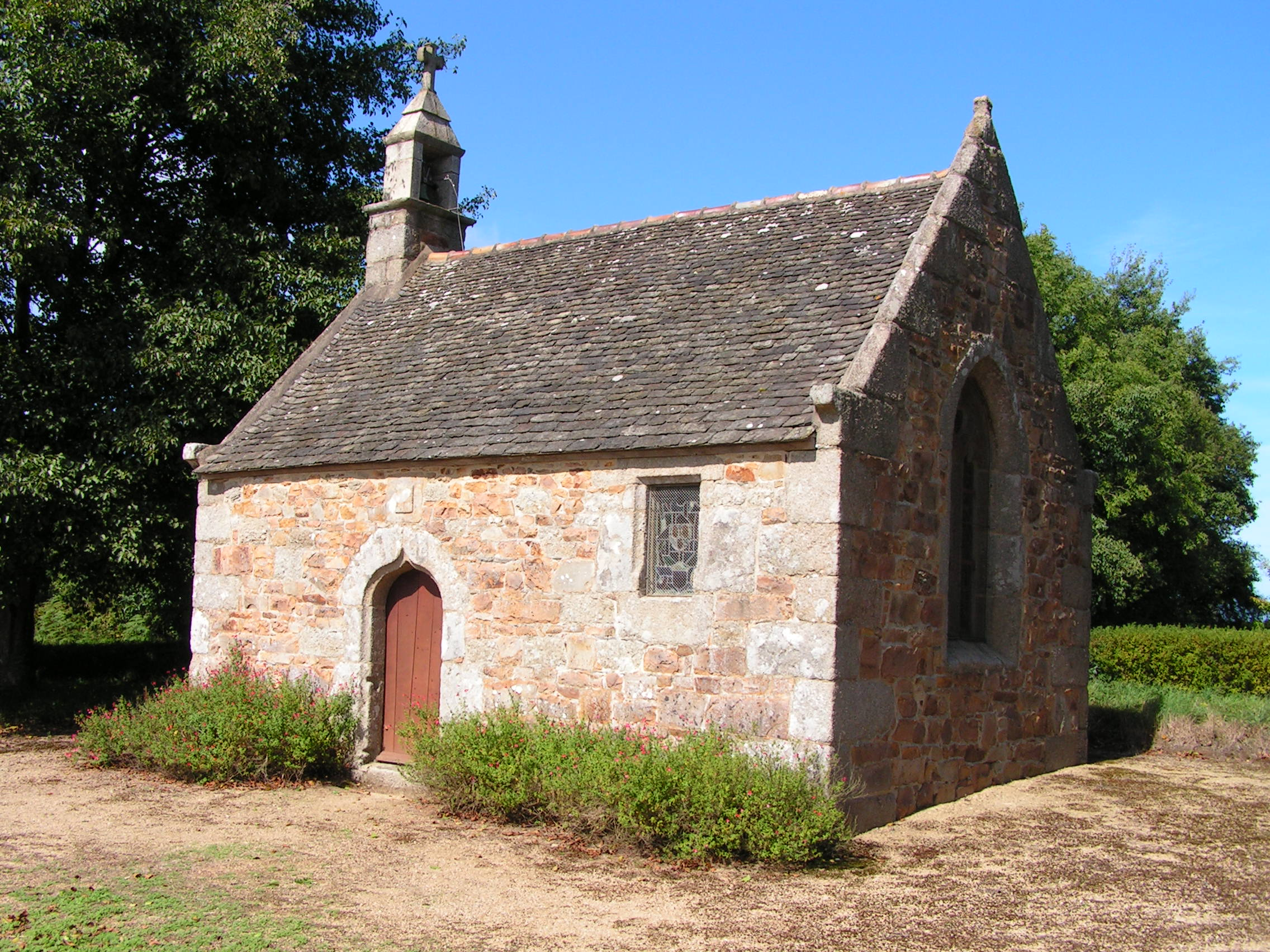
Chapelle Saint-Nicodème.
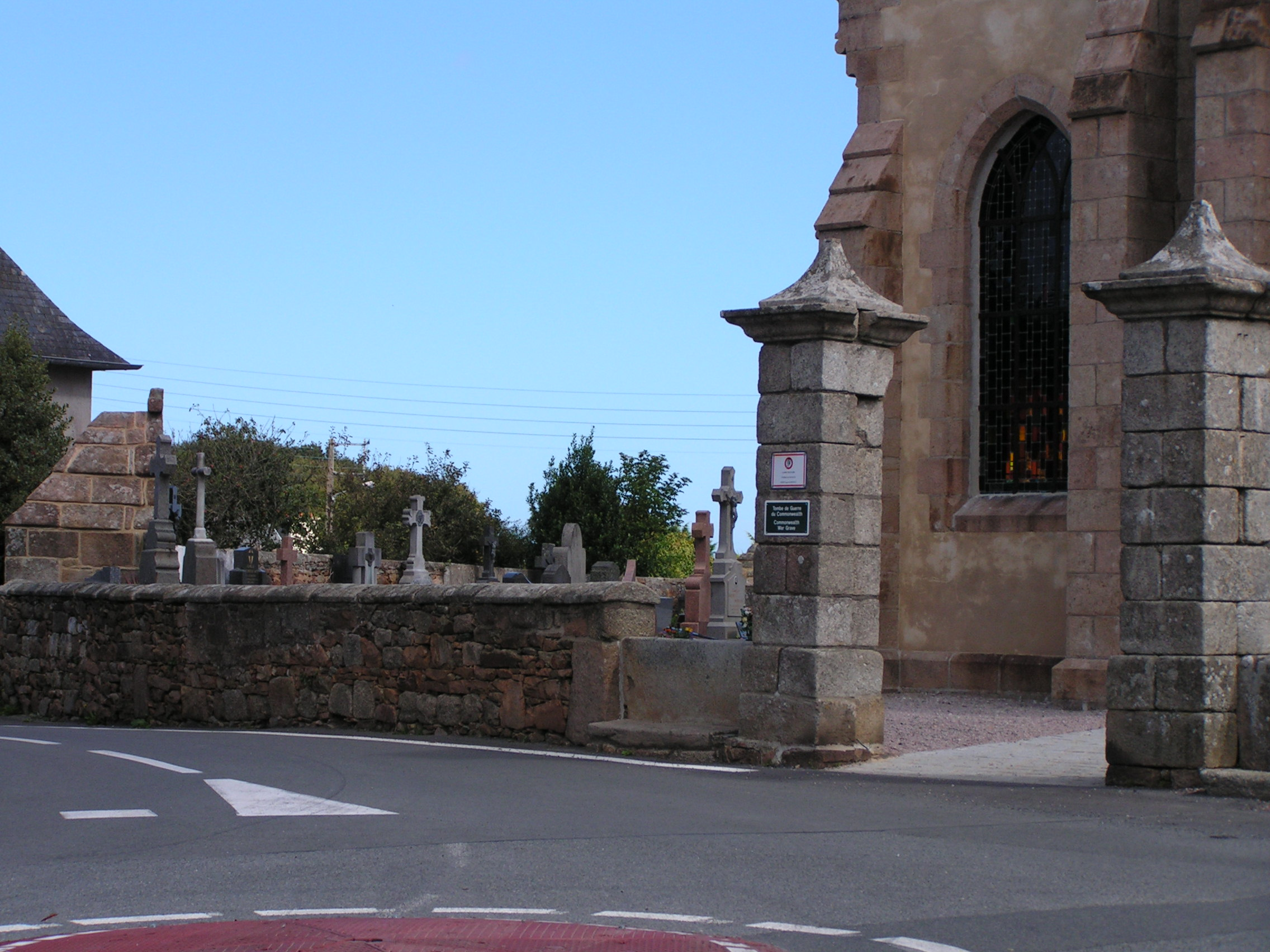
Cimetière clos.

## Politique et administration
| Période | Période      | Identité                          | Étiquette | Qualité                               |
| ------- | ------------ | --------------------------------- | --------- | ------------------------------------- |
| 1800    | 1808         | François Lissillour               |           |                                       |
| 1808    | 1815         | Pierre Le Barzic                  |           |                                       |
| 1815    | 1825 (décès) | François Menou (1770-1825)        |           |                                       |
| 1825    | 1830         | Jean Le Bricquir                  |           |                                       |
| 1830    | 1852         | Pierre-Vincent Le Barzic          |           |                                       |
| 1852    | 1870         | Jean-Marie Le Bricquir            |           |                                       |
| 1870    | 1895         | Jacques Lissillour (1837-1910)    |           |                                       |
| 1895    | 1910         | Jean-Marie Briand                 |           |                                       |
| 1910    | 1920         | Pierre-Joseph Nicolas (1872-1937) |           |                                       |
| 1920    | 1925         | Alexandre Menou                   |           |                                       |
| 1925    | 1929         | Pierre-Joseph Nicolas (1872-1937) |           |                                       |
| 1929    | 1941 (décès) | Yves-Marie Le Gludic              |           |                                       |
| 1941    | 1944         | Louis Porchou                     |           | Adjoint au maire Yves-Marie Le Gludic |
| 1944    | 1949         | Yves Nicol                        |           |                                       |
| 1949    | 1959         | Louis Queffeulou                  |           |                                       |
| 1959    | 1961         | Marcel Graviou                    |           |                                       |